# Летя (ліс)
Летя (рум. Letea) — ліс на сході Румунії, на території Біосферного заповідника дельти Дунаю, найстаріший заповідник країни, перебуває під суворою охороною. Об'єкт туризму з початку 2000-х років.

## Загальний опис
Ліс Летя розташований у комуні К. А. Росетті повіту Тулча, неподалік від села Летя, що його у 18 столітті заснували запорожці.
Найпівнічніший субтропічний ліс в Європі, займає територію 5000 гектарів, більше половини яких оголошено особливо охоронюваною територією ще у 1938 році, коли дикі коні в дельті Дунаю привернули увагу французьких дослідників, які порівняли їх з конями Камаргу, однією з найдавніших порід коней в усьому світі, які живуть на території Франції.
Ліс являє собою не одну суцільну ділянку лісу, а, скоріше, ліс, що складається з декількох лісових смуг, відомих під різними назвами: Хашмашул Маре, Шкіопул, Крушіна та Тарла Попі. Тут трапляються піщані дюни.
Уперше цей унікальний ліс був огорожений у 1994 році, але паркан витримав до 2000 року. Потім його знову огородили парканом.
Археологи виявили у лісі Летя римські та генойскі руїни середньовіччя; свідчення показують, що від тоді ця територія була постійно заселена.

## Флора
Тут ростуть приблизно 500 видів рослин. Це один з небагатьох куточків Європи, де ростуть ліани, що плетуться на столітніх дубах, ясенах, вільхах, липах та срібних тополях. Через це ліс іноді називають «маленькими джунглями».

## Фауна
У лісі водяться майже 2.000 диких коней, гадюк, орлів, оленів, єнотоподібних собак, кабанів, шакалів, фазанів та багато інших видів птахів і тварин. Це одна з небагатьох європейських територій, де все ще можна побачити диких коней. У 2009 році влада ініціювала проект, який виходив з того, що популяція коней, яка потрапила у відповідне природне середовище може стати невід'ємною складовою біотопу і атракцією для туристів. Ліс є місцем гніздування понад 120 видів птахів. Тут трапляються, зокрема, лебеді, пелікани та дикі качки.

## Туризм
Ліс Летя є об'єктом туризму, розвиток якого тут з 2000-х років пов'язаний з бельгійськими й французькими інвесторами. Найкраще можна доїхати до лісу Летя через село Летя або через місто Суліна, звідки можна орендувати човен. Дістатися лісу можна водними каналами на взятому на прокат човні в присутності обов'язково місцевого гіда. Перекручені до води стовбури дерев, ліани що висять посеред гілок дерев, дикий виноград, середземноморські рослини, які чудово пристосувалися до навколишнього середовища. По мірі просування човна, створюється таке враження, що човен пливе посеред хмар. По мірі просування човна, турист зустрічає дюни білого піску. Для туристів тут було встановлено кілька дерев'яних лавок для відпочинку і задоволення. 
Сьогодні екскурсії в ліс Летя проводяться тільки разом із місцевим гідом, а його територія повністю закрита огорожею.